# L'Unique assurances générales
Pour les articles homonymes, voir Unique.
L’Unique assurances générales est une entreprise d’assurance de dommages québécoise fondée en 1978. La gamme des services commercialisée couvre l'assurance automobile, l'assurance habitation, l'assurance véhicules de loisirs, l'assurance des entreprises et le cautionnement.

## Généralités
L'Unique assurances générales est une filiale de La Capitale assurance et services financiers. Elle est toutefois gérée de façon autonome. Ce groupe financier québécois a son siège social situé dans la ville de Québec L'entreprise possède aussi un centre d’affaires à Montréal. Elle distribue ses produits d'assurance par l'intermédiaire de 315 courtiers partenaires. 
L'Unique assurances générales est inscrite auprès de l'Autorité des marchés financiers en tant que cabinet en assurance de dommages en plus de faire partie de la liste des assureurs agréés du Groupement des assureurs automobiles. Ce qui lui permet d'offrir une variété de produits en assurance des particuliers, assurance des entreprises, cautionnement pour entrepreneurs et commerciaux.

## Histoire

### Dates importantes
Dans un premier temps, le Groupe Unigesco crée la fondation de L'Unique en 1978. La Solidarité (Compagnie d'assurance sur la vie) reprend L'Unique en 1982 pour ensuite être rachetée par Winterthur Canada Financial Corporation (1996). 
C'est finalement en 2004 que La Capitale assurances générales achète L'Unique. Cette dernière va chercher son expertise en cautionnement par l'acquisition d'Orléans en 2005 et prend la forme de l'entreprise telle que connue à ce jour.

### Direction
En 2012, Mario Cusson est nommé Chef de l’exploitation de L’Unique, à la suite du départ à la retraite de Jean Tardif. Monsieur Cusson travaillait pour La Capitale depuis 2007 en tant que VP exécutif Assurance collective. Il est ensuite nommé au poste de Chef du bureau de la transformation de La Capitale en décembre 2018. 
Il est alors remplacé par Yves Gagnon, anciennement vice-président aux ventes et développement de L’Unique depuis 2000.

### Domaines d'activité
L’Unique assurances générales se divise en différents domaines d’activités : assurance des véhicules de loisirs (motocyclette, véhicule tout-terrain, motoneige, autocaravane et bateau), assurance automobile, assurance des entreprises (propriétaires immobiliers, détaillants, bureaux de professionnels, entrepreneurs généraux, domaine du divertissement et de l'hébergement, manufacturiers et fabricants et assurance automobile) et assurance habitation. L’Unique assurances générales ont aussi des produits de cautionnement commercial et pour les entrepreneurs de petites et moyennes entreprises. 

### Approche numérique
Plusieurs stratégies ont dernièrement été mises en place pour faciliter les processus et communications auprès de leur clientèle. L'Unique assurances générales utilise désormais un portail Web et des stratégies de communication sur les médias sociaux.
En 2015, L’Unique assurances générales a obtenu la certification du CSIO (Centre d’étude de la pratique d’assurance) pour l’utilisation de eDocs dans le cadre de ses activités en assurance des particuliers et des entreprises. Le eDocs étant un standard développé par le CSIO permettant aux assureurs d’acheminer leurs documents en format PDF de leur système vers le système de gestion de courtage.

### Bénévolat et collecte de fonds
En 2014, L’Unique assurances générales a participé au Cocktail dînatoire annuel du Portage. Le Portage est un organisme canadien à but non lucratif dont l’objectif est d’aider les personnes aux prises avec des problèmes de toxicomanie. En 2015, L’Unique assurances générales a versé 1 650 $ à l’organisme Portage, pour le centre résidentiel pour adolescents de Saint-Malachie.
En 2015, La Capitale assurances générales et L’Unique assurances générales ont amassé 23 932 $ pour le Centre des maladies du sein Deschênes Fabia de l’hôpital Saint-Sacrement du CHU, dans le cadre de son événement S’unir pour la cause.
L'Unique assurances générales fait aussi partie du comité régional du Québec pour l’Association canadienne de Caution.

### Controverses et plaintes
En 2010, L'Unique assurances générales a fait l'objet de quelques plaintes au civil en lien avec sa participation au projet de réfection du parlement fédéral.
L'Unique assurances générales, ainsi que 18 autres assureurs, a été visée par le recours collectif de la tempête de verglas de janvier 1998. En 2013, une entente à l'amiable a été conclue entre Option consommateurs et L’Unique assurances générales, afin qu'une indemnité soit versée aux assurés affectés par la tempête de verglas de janvier 1998.